# (8100) Nobeyama
(8100) Nobeyama est un astéroïde de la ceinture principale.

## Description
(8100) Nobeyama est un astéroïde de la ceinture principale. Il fut découvert le 4 décembre 1993 à Nyukasa par Masanori Hirasawa et Shohei Suzuki. Il présente une orbite caractérisée par un demi-grand axe de 2,76 UA, une excentricité de 0,09 et une inclinaison de 3,3° par rapport à l'écliptique.

## Compléments